# Dioskoros I. von Alexandria
Dioskoros I. (latinisiert auch Dioscorus oder Dioskur; † 4. September 454 in Gangra in Paphlagonien) war von 444 bis 451 Patriarch von Alexandrien.

## Leben
Dioskoros studierte in Alexandria und hielt sich längere Zeit bei ägyptischen Mönchen auf. Er war Neffe und Archidiakon des Patriarchen Kyrill von Alexandria, den er 431 zum Konzil von Ephesos begleitete. Dioskoros wurde im christologischen Streit seiner Zeit als Verteidiger der Lehren des Eutyches bekannt. Auf dem Konzil von Ephesos im Jahr 449, das als „Räubersynode von Ephesus“ in die Kirchengeschichte eingegangen ist, ließ er Flavian, den Erzbischof von Konstantinopel, von einer monophysitischen Menge in der Kirche misshandeln, absetzen und verurteilen. Flavian starb an den Folgen der erlittenen Gewalt. Dadurch konnte Dioskoros seine eigenen, dem Monophysitismus nahestehenden Ideen besser durchsetzen. Das Konzil von Chalcedon im Jahr 451 setzte Dioskoros jedoch auf Betreiben Papst Leos des Großen und des Kaisers Markian ab und verwarf die Ergebnisse von Ephesos. Seine Standfestigkeit in der Auseinandersetzung trug Dioskoros große Verehrung in Ägypten ein, obwohl sein privates Leben nicht immer untadelig war.